# Orlando Paes Filho
Orlando Paes Filho (San Pablo, 1962) es un escritor brasileño, conocido por su trabajo en la serie de libros Angus.

## Biografía
Orlando tuvo la idea para crear la serie de Angus a los 16 años. Obsesionado por el personaje, comenzó a escribir borradores para una serie de siete libros, que abarcarían toda la Edad Media. A los 19 años, registró los derechos de los personajes. Cuando la publicación del libro ya poseía diversas ilustraciones para los libros, así como extensas guías que deberían ser usadas en la caracterización de los personajes en otras cosas, lamentablemente de los 6 libros publicados solo el primero se encuentra en español.

## Libros
- Angus, o Primeiro Guerreiro (Angus, el primer guerrero)(2003)
- Angus: O Guerreiro de Deus (Angus: el guerrero de Dios)(2004)
- Angus: As Cruzadas (Angus: Las Cruzadas)(2005)
- O Cavaleiro e o Samurái (El caballero y el Samurái)(2006)
- Sangue de Gelo (Sangre de hielo)(2006)
- Diário de um Cavaleiro Templário (Diario de un Caballero Templario)(2007)